# Cyclops sensitivus
Cyclops sensitivus is een eenoogkreeftjessoort uit de familie van de Cyclopidae. De wetenschappelijke naam van de soort is voor het eerst geldig gepubliceerd in 1914 door Graeter & Chappuis.